# Tassa sul sale
La tassa sul sale si riferisce a un'imposta sul consumo del sale.

## Storia
La tassa sul sale è probabilmente fra le tasse più antiche, essendo il sale un elemento fondamentale per la vita e per la conservazione dei cibi.
Nel corso dei secoli è stata utilizzata da molti imperi, in Cina è stato un monopolio per molti secoli ma fu utilizzata anche nell'antico Egitto, in Grecia e nell'impero babilonese e persiano.
In Francia, questa tassa, è considerata come una delle principali cause della Rivoluzione francese, mentre in India Gandhi la combatté mettendo in crisi l'impero britannico.
A Volterra, utilizzando i registri denominati "Sal delle bocche" è stato possibile conteggiare la popolazione dal 1380 fino ad oltre la metà del secolo XV.
Nel medioevo ogni persona era tenuta ad acquistare dal comune a un prezzo prefissato una certa quantità di sale e questo costituiva un forte gettito per molti comuni italiani. La gabella sul sale, secondo il Villani, costituiva uno dei maggiori introiti di Firenze arrivando a 14 450 fiorini d'oro all'anno nella prima metà del trecento.
Sempre a Volterra, ma la situazione era simile in molti altri territori, tutti gli abitanti, compresi i borghi e il contado, senza alcuna eccezione per genere, età o ricchezza dovevano acquistare dal comune una certa quantità di sale ogni quattro mesi; il prezzo imposto era molto elevato (nel caso di Volterra il ricarico era pari a 14400%)